# رامون غروسو
رامون غروسو (بالإسبانية: Ramón Grosso) مواليد 8 ديسمبر 1943 في مدريد - الوفاة 13 فبراير 2002 في مدريد، كان لاعب كرة قدم إسباني كان يلعب كمهاجم. لعب خلال مسيرته 277 مباراة سجل خلالها 57 هدفاً.

## مرحلة الشباب

### أندية لعب لها
- ريال مدريد

## المسيرة الاحترافية

### أندية لعب لها
- ريال مدريد كاستيا
- ريال مدريد

## روابط خارجية
- رامون غروسو على موقع الاتحاد الأوربي (الإنجليزية)
- رامون غروسو على موقع الاتحاد الأوربي (الإنجليزية)
- رامون غروسو على موقع قاعدة بيانات كرة القدم.إي يو (الإنجليزية)
- رامون غروسو على موقع ناشيونال فوتبول تيمز (الإنجليزية)
- رامون غروسو على موقع عالم كرة القدم.نت (الإنجليزية)